# Utricularia petertaylorii
Utricularia petertaylorii — вид рослин із родини пухирникових (Lentibulariaceae).

## Біоморфологічна характеристика
Кореневищна, наземна однорічна, трав'яниста рослина. Квітки фіолетовий, у жовтні й листопаді.

## Середовище проживання
Цей вид є ендеміком південно-західної Австралії, де зустрічається від хребта Дарлінг на південь до Манджімапу і на схід до національного парку Маунт Роу.
Цей вид зустрічається в гранітних ґрунтах вздовж сезонно вологих дренажних ліній виходів граніту, на червоно-суглинистих ґрунтах у сезонно вологих струмках, у чорному піщаному ґрунті або бурому суглинку на околицях сезонних боліт, струмків, болотистих рівнин та вододілів.

## Використання
Цей вид культивується невеликою кількістю ентузіастів роду, комерційна торгівля незначна.